# Lüttchendorf
Lüttchendorf is een plaats en voormalige gemeente in de Duitse deelstaat Saksen-Anhalt, en maakt deel uit van de Landkreis Mansfeld-Südharz.
Lüttchendorf telt 654 inwoners.